# Idiopteris hookeriana
Idiopteris hookeriana là một loài thực vật có mạch trong họ Pteridaceae. Loài này được (J. Agardh) T.G. Walker mô tả khoa học đầu tiên năm 1957.